# Jonquières (Vaucluse)
Pour les articles homonymes, voir Jonquières.
Jonquières est une commune française située dans le département de Vaucluse, en région Provence-Alpes-Côte d'Azur.
Ses habitants sont appelés les Jonquiérois et les Jonquiéroises.

## Géographie

### Accès et transports
L'autoroute la plus proche est l'autoroute A7. Non loin de la RN 7, la commune est traversée par la D 950, reliant l'autoroute A7 à Carpentras, ainsi que par la D 977, rejoignant Vaison-la-Romaine au nord.

### Relief et géologie
Avec un minimum de 46 mètres d'altitude au niveau de l'Ouvèze au sud-est et un maximum de 85 mètres d'altitude au nord-est, à proximité du hameau de Saint-Joseph, la commune connait peu d'élévations. Il s'agit principalement d'une plaine alluvionnaire avec quelques petites élévations au nord.

### Sismicité
Les cantons de Bonnieux, Apt, Cadenet, Cavaillon, et Pertuis sont classés en zone Ib (risque faible). Tous les autres cantons du département de Vaucluse sont classés en zone Ia (risque très faible). Ce zonage correspond à une sismicité ne se traduisant qu'exceptionnellement par la destruction de bâtiments.

### Hydrographie

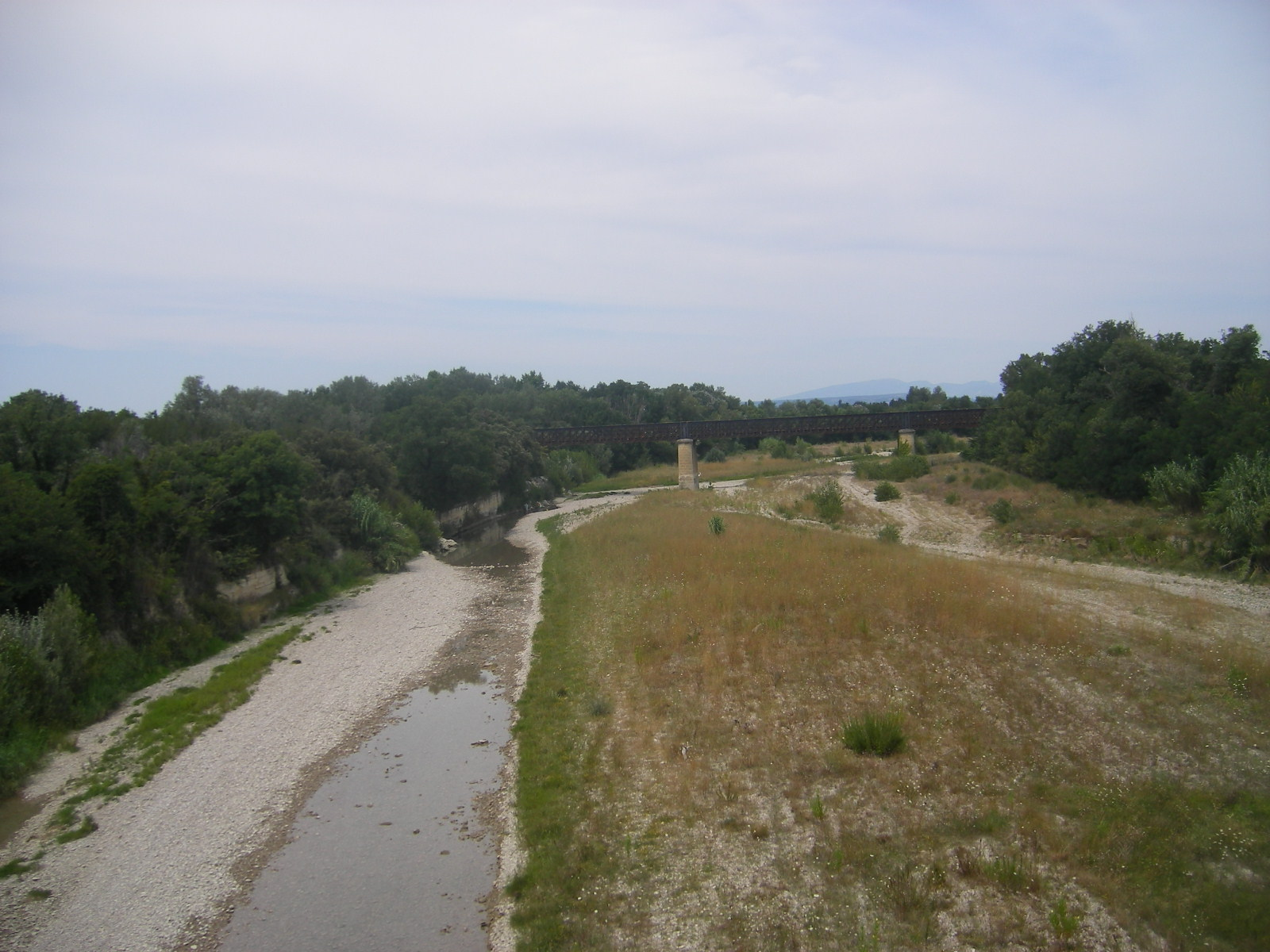
L'Ouvèze sur la commune de Jonquières.

La commune est arrosée par l'Ouvèze à l'est et par le Petit Roanel. Le canal de Carpentras et le canal de Saint-Jacques passent sur la commune.

### Climat
Pour des articles plus généraux, voir Climat de Provence-Alpes-Côte d'Azur et Climat de Vaucluse.
En 2010, le climat de la commune est de type climat méditerranéen franc, selon une étude du Centre national de la recherche scientifique s'appuyant sur une série de données couvrant la période 1971-2000. En 2020, Météo-France publie une typologie des climats de la France métropolitaine dans laquelle la commune est exposée à un climat méditerranéen et est dans la région climatique  Provence, Languedoc-Roussillon, caractérisée par une pluviométrie faible en été, un très bon ensoleillement (2 600 h/an), un été chaud (21,5 °C), un air très sec en été, sec en toutes saisons, des vents forts (fréquence de 40 à 50 % de vents > 5 m/s) et peu de brouillards. 
Pour la période 1971-2000, la température annuelle moyenne est de 14 °C, avec une amplitude thermique annuelle de 18 °C. Le cumul annuel moyen de précipitations est de 699 mm, avec 6 jours de précipitations en janvier et 3 jours en juillet. Pour la période 1991-2020, la température moyenne annuelle observée sur la station météorologique de Météo-France la plus proche, « Orange », sur la commune d'Orange à 8 km à vol d'oiseau, est de 14,8 °C et le cumul annuel moyen de précipitations est de 719,6 mm. 
La température maximale relevée sur cette station est de 42,7 °C, atteinte le 22 août 2023 ; la température minimale est de −14,5 °C, atteinte le 10 février 1956,,. 
| Mois                                  | jan.             | fév.             | mars            | avril         | mai            | juin           | jui.            | août           | sep.           | oct.          | nov.            | déc.             | année      |
| ------------------------------------- | ---------------- | ---------------- | --------------- | ------------- | -------------- | -------------- | --------------- | -------------- | -------------- | ------------- | --------------- | ---------------- | ---------- |
| Température minimale moyenne (°C)     | 2,1              | 2,4              | 5,3             | 7,9           | 11,9           | 15,6           | 18              | 17,7           | 14             | 10,6          | 6               | 2,8              | 9,5        |
| Température moyenne (°C)              | 6,2              | 7,2              | 10,8            | 13,6          | 17,7           | 21,9           | 24,5            | 24,2           | 19,7           | 15,4          | 10,1            | 6,7              | 14,8       |
| Température maximale moyenne (°C)     | 10,3             | 11,9             | 16,2            | 19,3          | 23,6           | 28,1           | 31,1            | 30,8           | 25,5           | 20,3          | 14,2            | 10,6             | 20,2       |
| Record de froid (°C) date du record   | −13,4 07.01.1985 | −14,5 10.02.1956 | −9,7 02.03.05   | −3,2 08.04.21 | 1,3 04.05.1979 | 5,7 04.06.1984 | 9,5 12.07.1993  | 8,3 29.08.1974 | 3,1 30.09.1974 | −1,6 30.10.12 | −5,8 28.11.05   | −14,4 28.12.1962 | −14,5 1956 |
| Record de chaleur (°C) date du record | 20,5 10.01.15    | 23,9 27.02.19    | 27,2 21.03.1990 | 31,2 24.04.07 | 34,5 31.05.01  | 41,2 28.06.19  | 40,7 26.07.1983 | 42,7 22.08.23  | 35,8 04.09.16  | 31,8 08.10.23 | 24,6 03.11.1970 | 20,2 24.12.1983  | 42,7 2023  |
| Précipitations (mm)                   | 54,8             | 36,6             | 44,5            | 63            | 60,1           | 37,4           | 38,4            | 40,2           | 105,3          | 94,5          | 96,6            | 48,2             | 719,6      |

| Diagramme climatique                                  |             |             |           |              |              |            |              |             |              |           |             |
| J                                                     | F           | M           | A         | M            | J            | J          | A            | S           | O            | N         | D           |
| 10,32,154,8                                           | 11,92,436,6 | 16,25,344,5 | 19,37,963 | 23,611,960,1 | 28,115,637,4 | 31,11838,4 | 30,817,740,2 | 25,514105,3 | 20,310,694,5 | 14,2696,6 | 10,62,848,2 |
| Moyennes : • Temp. maxi et mini °C • Précipitation mm |             |             |           |              |              |            |              |             |              |           |             |

Les paramètres climatiques de la commune ont été estimés pour le milieu du siècle (2041-2070) selon différents scénarios d'émission de gaz à effet de serre à partir des nouvelles projections climatiques de référence DRIAS-2020. Ils sont consultables sur un site dédié publié par Météo-France en novembre 2022.

## Urbanisme

### Typologie
Au 1er janvier 2024, Jonquières est catégorisée bourg rural, selon la nouvelle grille communale de densité à sept niveaux définie par l'Insee en 2022.
Elle appartient à l'unité urbaine d'Avignon, une agglomération inter-régionale regroupant 59  communes, dont elle est une commune de la banlieue,,. Par ailleurs la commune fait partie de l'aire d'attraction d'Orange, dont elle est une commune de la couronne,. Cette aire, qui regroupe 10 communes, est catégorisée dans les aires de 50 000 à moins de 200 000 habitants,.

### Occupation des sols
L'occupation des sols de la commune, telle qu'elle ressort de la base de données européenne d’occupation biophysique des sols Corine Land Cover (CLC), est marquée par l'importance des territoires agricoles (87,1 % en 2018), en diminution par rapport à 1990 (93,5 %). La répartition détaillée en 2018 est la suivante : 
cultures permanentes (53,4 %), zones agricoles hétérogènes (28,9 %), zones urbanisées (9,8 %), terres arables (4,8 %), espaces ouverts, sans ou avec peu de végétation (2,6 %), zones industrielles ou commerciales et réseaux de communication (0,5 %). L'évolution de l’occupation des sols de la commune et de ses infrastructures peut être observée sur les différentes représentations cartographiques du territoire : la carte de Cassini (XVIIIe siècle), la carte d'état-major (1820-1866) et les cartes ou photos aériennes de l'IGN pour la période actuelle (1950 à aujourd'hui).

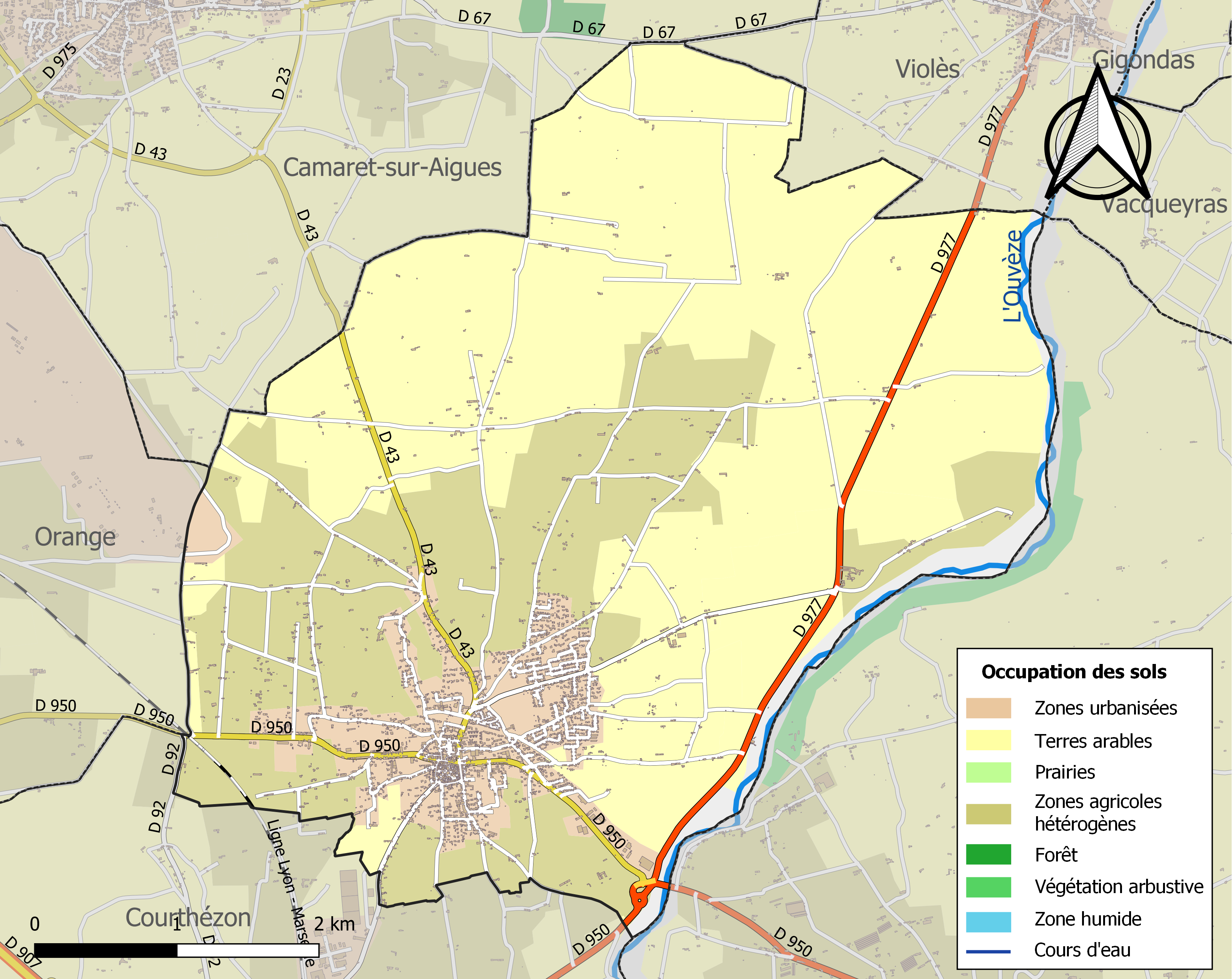
Carte des infrastructures et de l'occupation des sols de la commune en 2018 (CLC).

## Histoire

### Préhistoire et Antiquité
Le site de Jonquières était alors un marécage, seules quelques armes hallstatiennes ont été retrouvées éparses. Lors du dessèchement d'une partie du marais, au cours du XVIIIe siècle, sur le site de Beauregard, a été retrouvée une jarre de terre cuite contenant 191 pièces d'argent. Deux provenaient de Massalia, les 189 autres étaient celtes. Frappées à l'avers de la tête d'Apollon laurée et au revers d'une tête de cheval, elles avaient comme inscription FELIKOVEST. Dispersé, ce trésor n'avait pu être daté avec précision. Par comparaison avec les fouilles réalisées ensuite sur l'oppidum Saint-Marcel au Pègue, il peut être rattaché à la troisième période d'occupation de l'oppidum (-350 et -200).
La colonisation romaine se concentra sur les hauteurs de la Pécoulette où ont été retrouvées 30 tombes et des ruines arasées, et le chemin des Ramades servit de nécropole avec ses 20 tombes à mobilier.

### Moyen Âge
À partir du XIIe siècle, les marais de Jonquières appartiennent à la principauté d'Orange. La première mention de l'église placée sous le vocable de saint Mappalice a été faite en 1137, tandis qu'un acte de 1266 mentionne le castrum.

### Renaissance
Au cours des guerres de Religion, le plus grand affrontement régional entre les protestants et les catholiques eut lieu le 5 juillet 1562, entre Causans et Beauregard. Il y avait d'un côté le baron des Adrets et de l'autre le comte de Suze. Le village, en 1568, fut investi, puis rapidement délaissé par les religionnaires.

### Époque moderne
François de Bourbon, prince de Conti et seigneur de Jonquières, le 20 mai 1730, accorda le droit aux consuls de porter un chaperon couleur de feu, doublé de velours bleu.
En 1763, le château de Beauregard fut acquis par le marquis de Billoti. Lui et son fils entreprirent de faire assécher les marais.
Le 12 août 1793 fut créé le département de Vaucluse, constitué des districts d'Avignon et de Carpentras, mais aussi de ceux d'Apt et d'Orange, qui appartenaient aux Bouches-du-Rhône, ainsi que du canton de Sault, qui appartenait aux Basses-Alpes.
Au milieu du XIXe siècle, les zones marécageuses asséchées sont plantées en céréales, herbes fourragères et garance. La vigne se développe sur les coteaux.
En 1893, Louis Bouscarle créait des ateliers de moulinage à soie. Cette activité est aujourd'hui continuée sous la raison sociale Les héritiers de Louis Bouscarle.

### Époque contemporaine
En 1944, lors de la retraite des armées d'occupation, Le Logis de Beauregard, auberge qui se trouvait entre le pont de chemin de fer et le pont enjambant l'Ouvèze, fut bombardé et détruit. Sur la route de Courthézon, un monument rappelle qu'au même moment, deux habitants du village furent abattus par les Allemands, le 23 avril.
La ville de Jonquières a été hôte d'un Salon de l'Invention et de l'Innovation, créé en 1979 par Raymond Groeninger, il aura perduré pendant 32 éditions et l'association a été dissoute en 2018 du fait de la promotion des nouveautés sur internet.
Le 17 février 2017, vers 22 h 30, de nombreuses bonbonnes de gaz ont explosé dans l'entreprise Sciacqua située sur la commune, créant un important incendie, sans faire de victimes.

## Toponymie
La forme la plus ancienne est villa Joncarias, attestée en 1050. On trouve ensuite Jonqueras (1137), Juncarium (1200) et Jonquieyras (1392). Ces toponymes dérivent du latin juncus (jonc) auquel a été ajouté le suffixe -aria.

## Politique et administration

### Tendances politiques et résultats

#### Élections locales

##### Législatives
Aux élections législatives de 2012 pour la quatrième circonscription de Vaucluse, le premier tour a vu Jacques Bompard (Ligue du Sud) arrivé en tête avec 22,53 % (mais deuxième dans la circonscription) devant Annie-France Soulet FN avec 20,04%, Pierre Meffre (PS) avec 19,85 % et Bénédicte Martin (UMP) avec 16,27 %. Le second tour a vu arriver en tête Jacques Bompard avec 63,73 % (résultat circonscription : 58,77%) contre 36,27 % pour Pierre Meffre (résultat circonscription : 41,23 %).

### Liste des maires

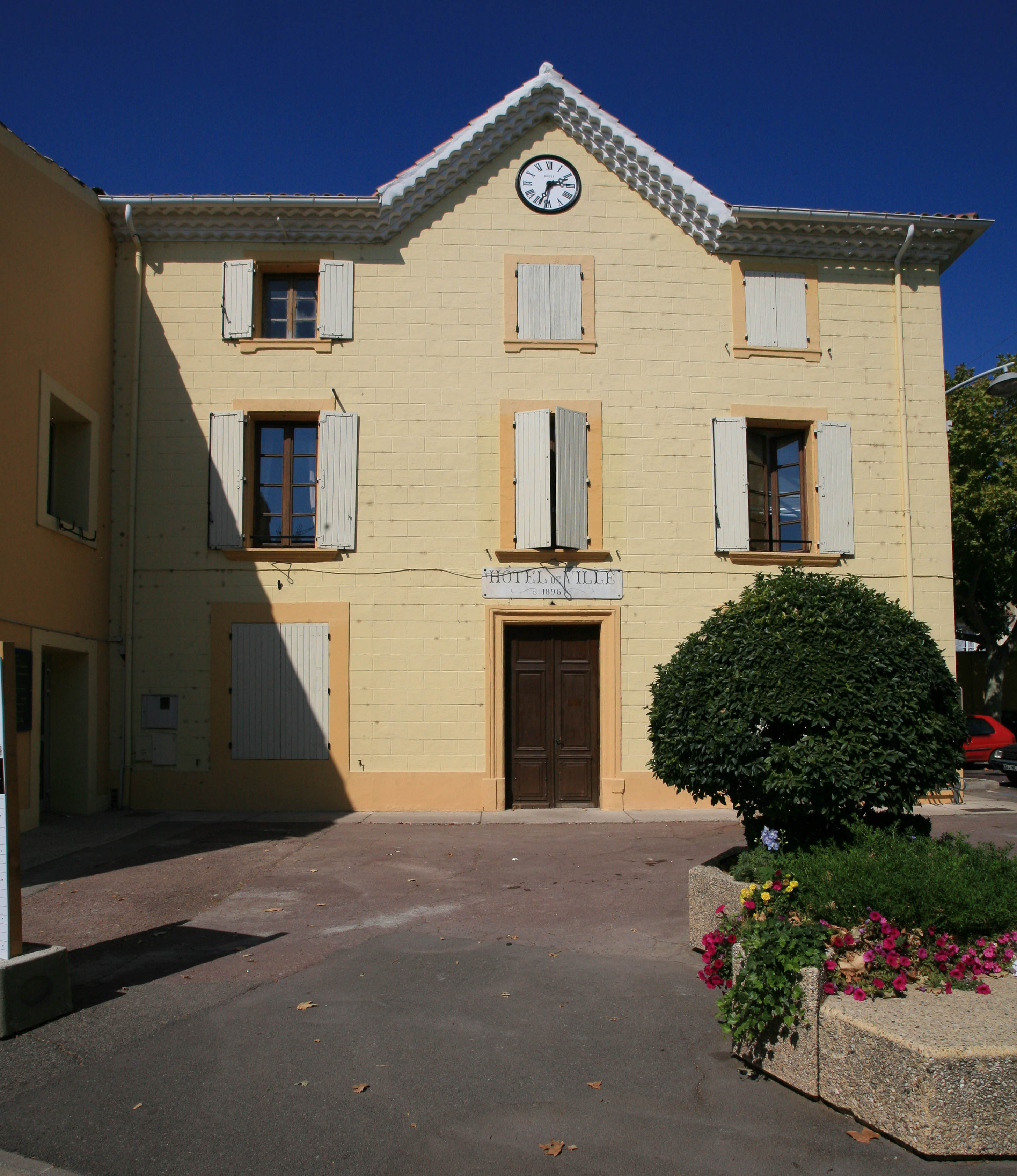
La mairie.

| Période                                  | Période                      | Identité                   | Étiquette                     | Qualité |
| ---------------------------------------- | ---------------------------- | -------------------------- | ----------------------------- | --- |
| mars 1965                                | mars 1989                    | Henri Fauquet, (1919-2015) | DVD                           | Maire honoraire |
| mars 1989                                | En cours (au 3 juillet 2020) | Louis Biscarrat            | UDF puis DL puis UMP puis UDI | Pépiniériste et viticulteur puis agriculteur Conseiller régional (2015 → ) Vice-président de la CCPRO (1994 → 2020) Réélu pour le mandat 2020-2026 |
| Les données manquantes sont à compléter. |                              |                            |                               | |

## Démographie
L'évolution du nombre d'habitants est connue à travers les recensements de la population effectués dans la commune depuis 1793. Pour les communes de moins de 10 000 habitants, une enquête de recensement portant sur toute la population est réalisée tous les cinq ans, les populations de référence des années intermédiaires étant quant à elles estimées par interpolation ou extrapolation. Pour la commune, le premier recensement exhaustif entrant dans le cadre du nouveau dispositif a été réalisé en 2006.

En 2022, la commune comptait 5 213 habitants, en évolution de −2,21 % par rapport à 2016 (Vaucluse : +1,73 %, France hors Mayotte : +2,11 %).
| 1793  | 1800  | 1806  | 1821  | 1831  | 1836  | 1841  | 1846  | 1851  |
| ----- | ----- | ----- | ----- | ----- | ----- | ----- | ----- | ----- |
| 1 500 | 1 500 | 1 541 | 1 837 | 2 075 | 2 145 | 2 202 | 2 375 | 2 375 |

| 1856  | 1861  | 1866  | 1872  | 1876  | 1881  | 1886  | 1891  | 1896  |
| ----- | ----- | ----- | ----- | ----- | ----- | ----- | ----- | ----- |
| 2 478 | 2 425 | 2 448 | 2 442 | 2 370 | 2 148 | 2 021 | 1 900 | 1 944 |

| 1901  | 1906  | 1911  | 1921  | 1926  | 1931  | 1936  | 1946  | 1954  |
| ----- | ----- | ----- | ----- | ----- | ----- | ----- | ----- | ----- |
| 1 988 | 2 199 | 2 176 | 2 034 | 2 144 | 2 144 | 2 139 | 2 142 | 2 354 |

| 1962  | 1968  | 1975  | 1982  | 1990  | 1999  | 2006  | 2011  | 2016  |
| ----- | ----- | ----- | ----- | ----- | ----- | ----- | ----- | ----- |
| 2 524 | 2 697 | 3 064 | 3 351 | 3 780 | 3 926 | 4 268 | 4 710 | 5 331 |

| 2021  | 2022  | - | - | - | - | - | - | - |
| ----- | ----- | - | - | - | - | - | - | - |
| 5 298 | 5 213 | - | - | - | - | - | - | - |

### Fiscalité
| Taxe                                                | Part communale | Part intercommunale | Part départementale | Part régionale |
| --------------------------------------------------- | -------------- | ------------------- | ------------------- | -------------- |
| Taxe d'habitation (TH)                              | 11,31 %        | 0,00 %              | 7,55 %              | 0,00 %         |
| Taxe foncière sur les propriétés bâties (TFPB)      | 21,18 %        | 0,00 %              | 10,20 %             | 2,36 %         |
| Taxe foncière sur les propriétés non bâties (TFPNB) | 55,20 %        | 0,00 %              | 28,96 %             | 8,85 %         |
| Taxe professionnelle (TP)                           | 00,00 %        | 21,58 %             | 13,00 %             | 3,84 %         |

La part régionale de la taxe d'habitation n'est pas applicable.
La taxe professionnelle est remplacée en 2010 par la cotisation foncière des entreprises (CFE) portant sur la valeur locative des biens immobiliers et par la cotisation sur la valeur ajoutée des entreprises (CVAE) (les deux formant la contribution économique territoriale (CET) qui est un impôt local instauré par la loi de finances pour 2010).

## Économie

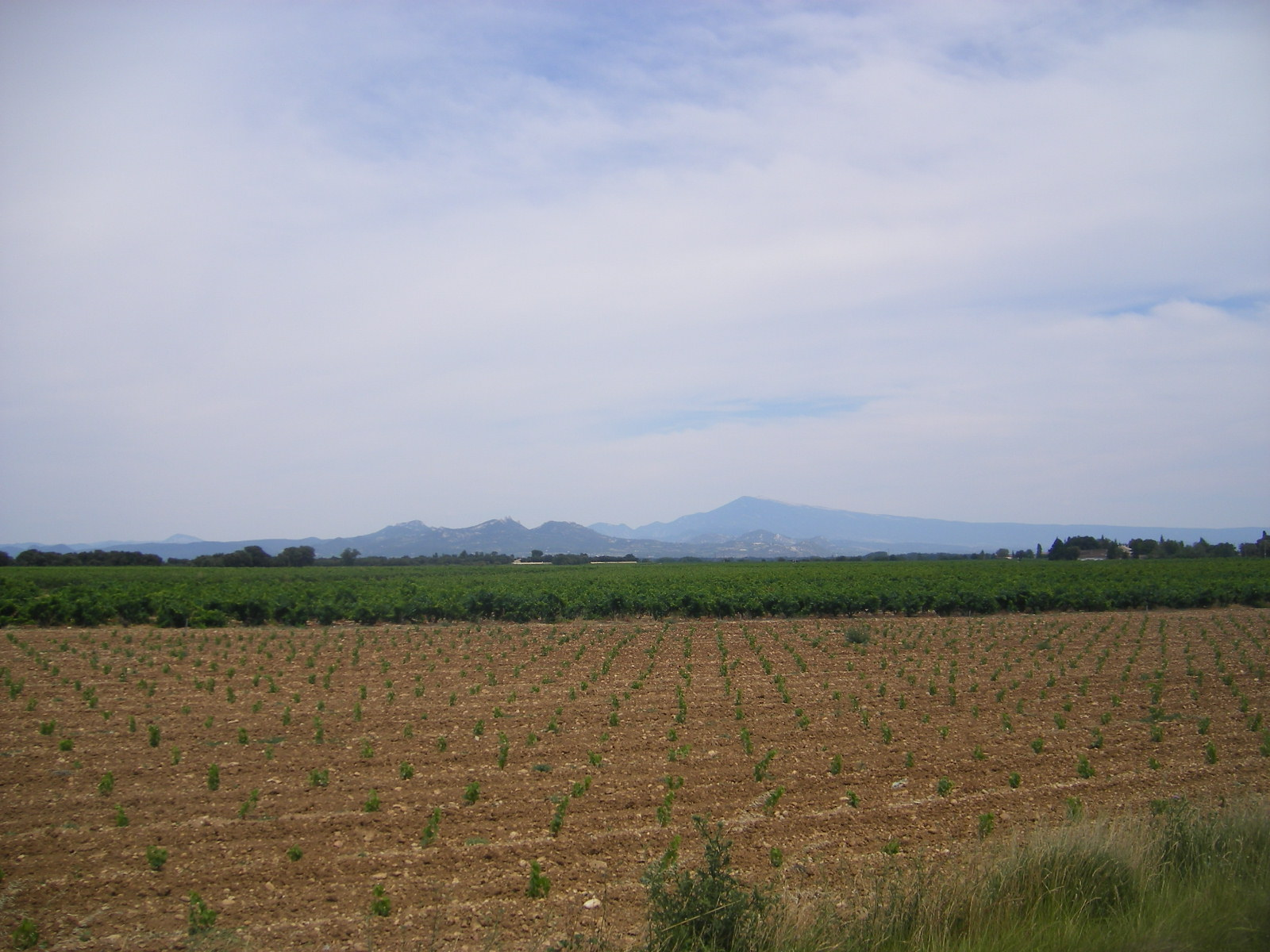
Jeunes vignes (plantier) à Jonquières.

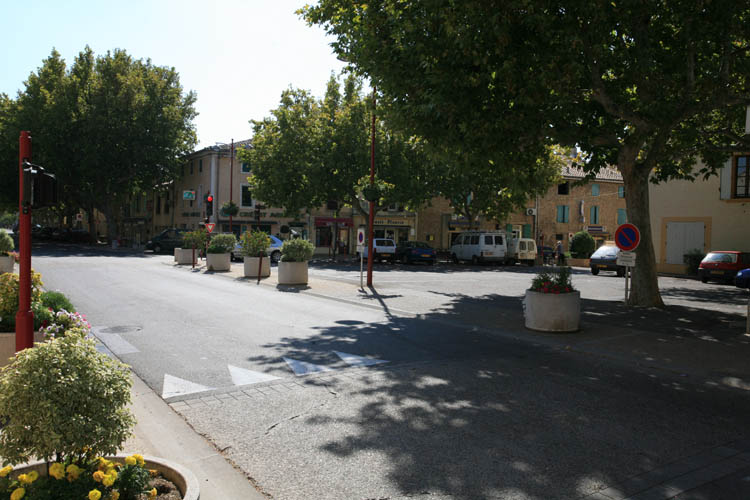
Le centre du village.

### Agriculture
Le vignoble produit des vins classés en côtes-du-rhône. Les vins qui ne sont pas en appellation d'origine contrôlée peuvent revendiquer, après agrément, le label Vin de pays de la Principauté d'Orange. Une spéculation importante a été développée avec la fleur à couper pour les fleuristes (tulipes, glaïeuls).

### Industrie et artisanat
Une importante zone industrielle est installée à l'est de la commune. Trois établissements leaders dans leur secteur au point de vue régional y sont installés. Le Cellier de Beauregard, centre d'embouteillage du groupe Intermarché pour les vins de la vallée du Rhône, le Pastis Girard, qui propose des apéritifs et liqueurs haut de gamme et qui a été fondé en 1926.

### Tourisme
Située dans la plaine du Comtat Venaissin, avec sa situation à proximité d'Avignon, d'Orange et de son riche patrimoine, de Carpentras et du mont Ventoux, avec la présence de l'Ouvèze, la commune voit le tourisme occuper directement ou indirectement une place non négligeable de son économie. L'œnotourisme y a pris une place importante grâce aux neuf caves indépendantes sises sur la commune et qui proposent des circuits vélo vigne.
Depuis 2014, la ville est traversée par la via Venaissia. Une véloroute construite sur l'ancienne ligne ferroviaire Orange/Isle-sur-la-Sorgue.
La commune possède un camping et une piscine municipale.

## Patrimoine naturel
La commune abrite l'arborétum de Beauregard, situé entre la D 950 et l'Ouvèze. Cette zone de 4 ha gérée par le Département de Vaucluse est l'un des 18 espaces naturels sensibles du département. Elle contient différents milieux : la ripisylve de l'Ouvèze, des prairies sèches, une oliveraie conservatoire et des plantations de type jardins (haies, plantes cultivées, etc.). La biodiversité animale y est également très favorable, avec une grande diversité d'insectes et d'oiseaux. Des sorties naturalistes guidées y sont régulièrement organisées par le Naturoptère de Sérignan-du-Comtat.

## Culture locale et patrimoine

### Patrimoine civil
Le château de Causans

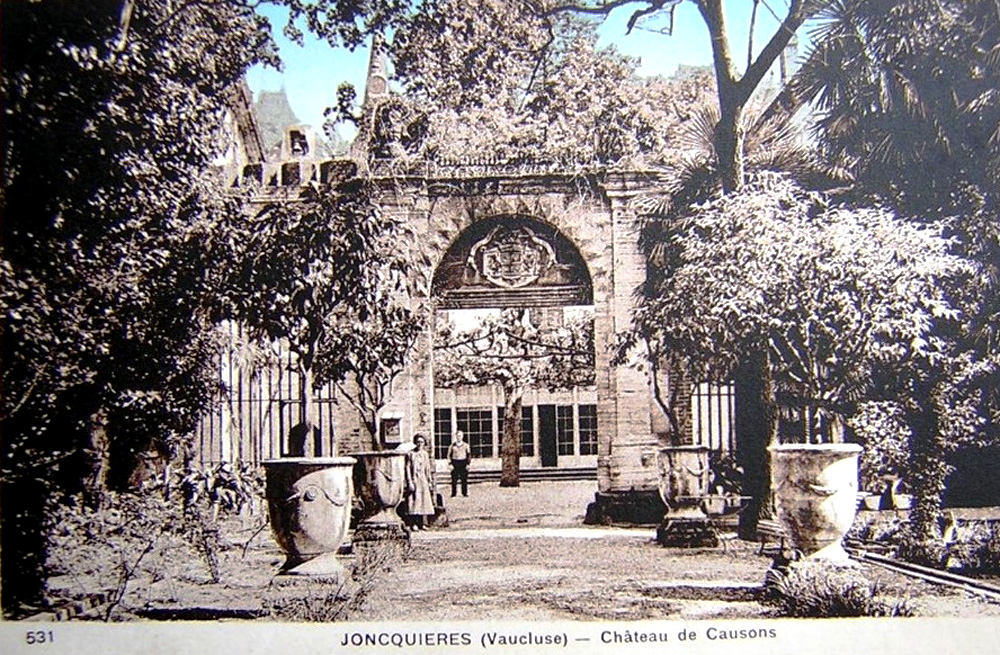
Château de Causans au début du XXe siècle.

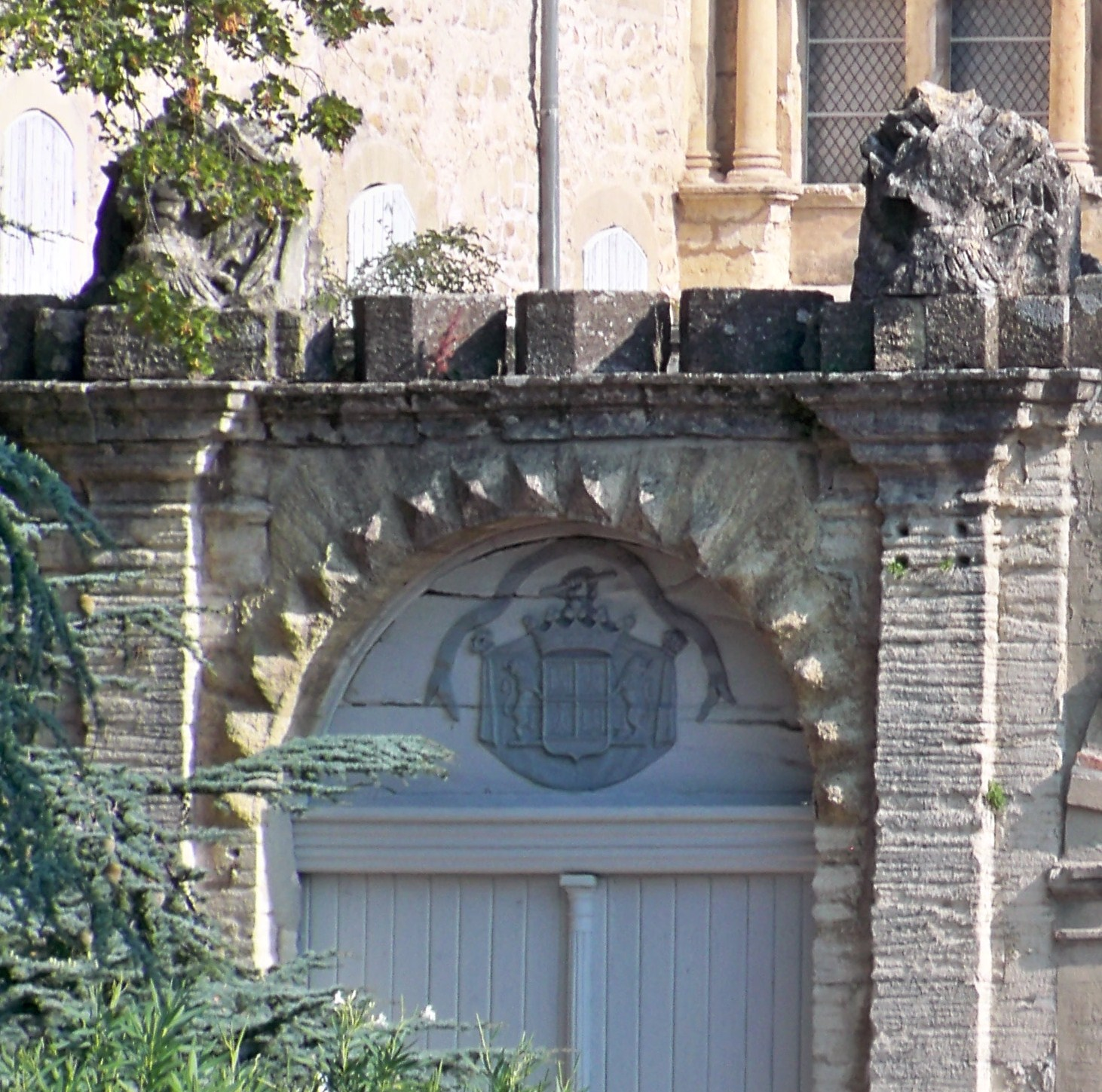
Le blason des Causans surmontant l'actuelle entrée du château.

En 1141, il fut la dot de Tiburgette d'Orange lors de son mariage avec Adhémar de Morvieux. Le château et son église furent pillés lors des guerres de religion. En 1667, Guillaume de Nassau, érigea Causans en marquisat pour Claude de Vincens. Sur la porte d'entrée, se trouvent les armoiries de cette famille et leur devise « Vinc, Vincens, Dieou lou voult ». En 1789, Jacques Vincens, Marquis de Mauléon de Causans, né dans ce château, est représentant de la noblesse aux états généraux, pour la principauté d'Orange. Le 31 janvier 1997, le domaine est inscrit au titre des monuments historiques.
Le château de Beauregard
Ce grand domaine fut érigé en fief par Maurice de Nassau, prince d'Orange, en 1630. Il avait déjà obtenu, en 1499, le droit de bac sur l'Ouvèze que ses seigneurs conservèrent jusqu'à la Révolution. Il fut successivement la propriété des Laurens (1619), des Tonduti de Saint-Léger (1671) et des Billoti (1763).
Le château Malijay
De la « Bastide de Sauzeret, dite du Malijay » ne reste qu'une tour du XIIIe siècle. Ce fief fut donné, en 1375 par Raymond des Baux, prince d'Orange, à Bertrand Raymond Flamenqui. Le dernier baron de Malijay fut André Legier de Montfort. Il fit démolir l'ancienne bastide et ériger, à la place, avec les matériaux récupérés le château actuel.

### Patrimoine religieux
On trouve à Jonquières 2 églises :

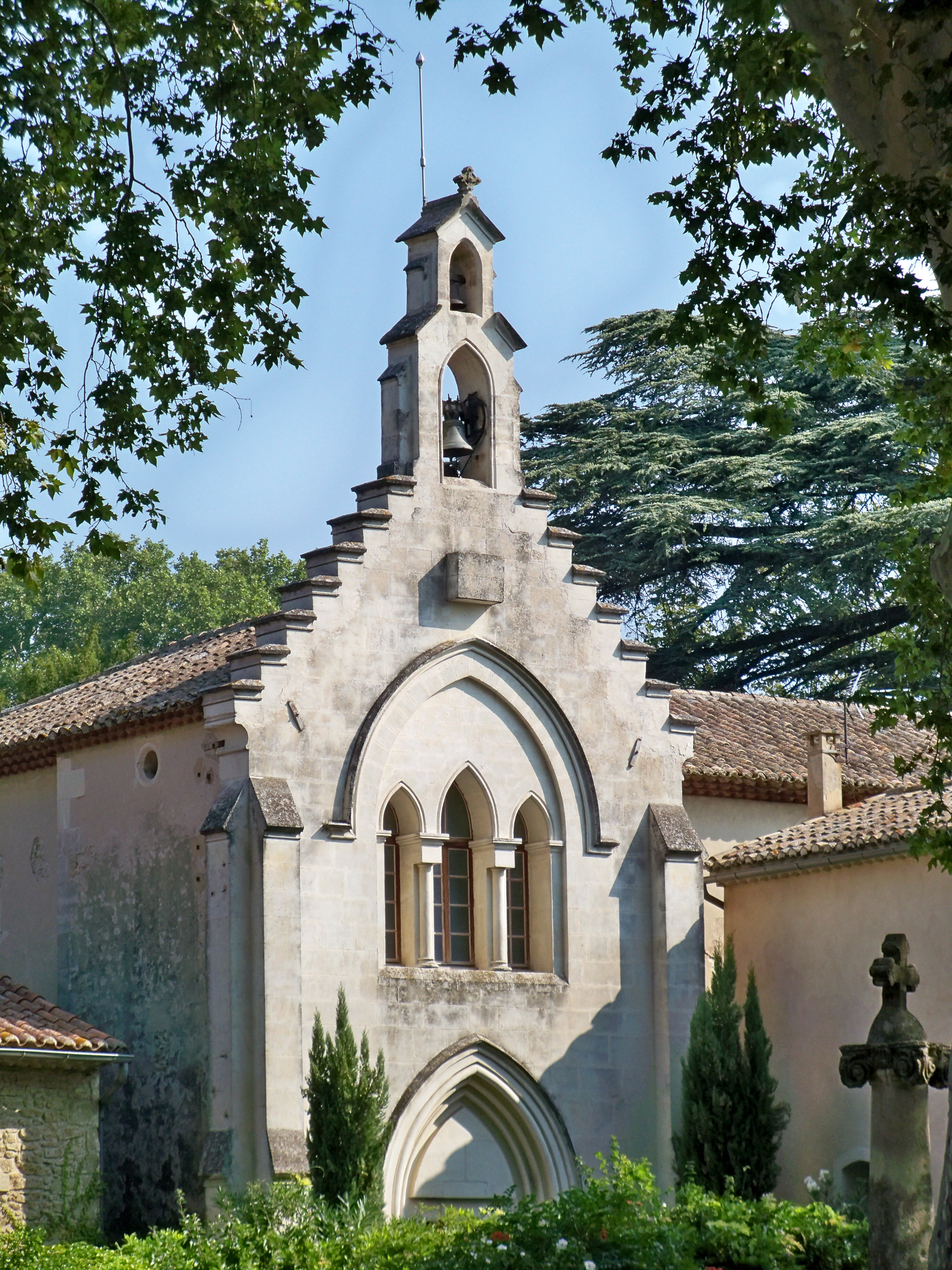
Église de Causans.

- l'église Saint-Mappalice (située dans le centre-ville, rue de l'église) ;
- l'église Saint-Martin du château de Causan (située dans le petit hameau de Causans sur la route de Violès).

## Équipements ou services

### Enseignement

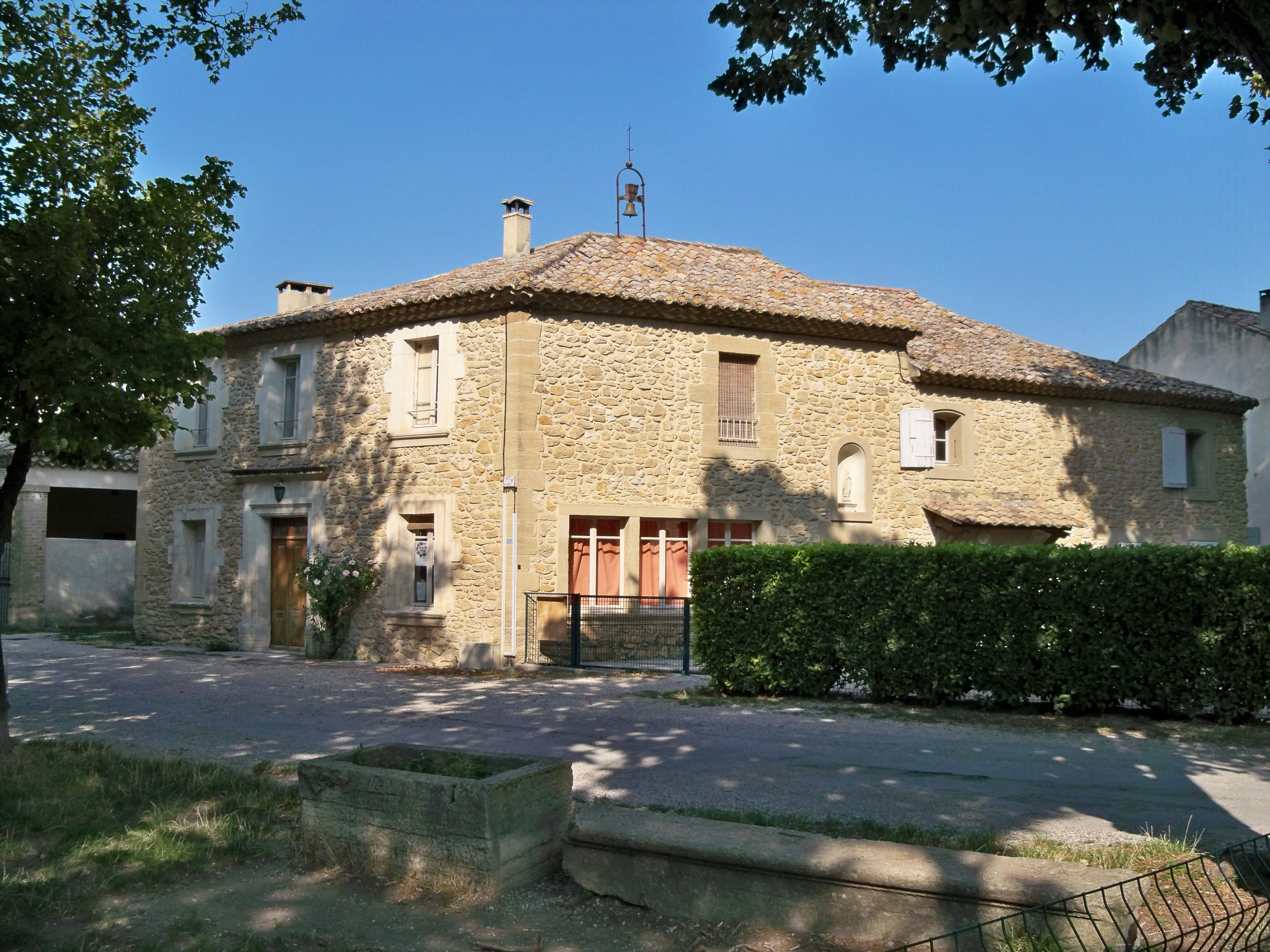
École privée de Causans.

La commune possède un groupe scolaire maternelle et école élémentaire publique Frédéric Mistral, ainsi qu'une seconde école primaire publique Alphonse Boucher. Ensuite, les élèves vont au collège Arausio à Orange, puis au Lycée Polyvalent régional de l'Arc, à Orange,.
Il y a aussi 2 écoles privées catholiques :
- l'école Notre Dame (située au centre-ville sur la route de Carpentras) ;
- l'école privée de Causans (située dans le petit hameau de Causans sur la route de Violès).

L'université la plus proche est celle d'Avignon.

### Sports
- Plusieurs clubs sportifs sur la commune (SCJ, MJC VB, TennisClub, Club Carpiste D'Aigues Ouveze, CODEP 84, etc.).
- Parmi les équipements municipaux, on trouve une piscine « Bryan Reling », deux stades de football, deux courts de tennis, un gymnase, un dojo.
- Via Venaissia, reliant actuellement la commune à l'ancienne gare de Loriol-du-Comtat.

### Santé
On trouve docteurs, pharmacies, etc. dans la commune. Les hôpitaux les plus proches sont à Orange.

## Vie locale
Marché tous les mercredis matin.
Sur la route d'Orange, juste avant la sortie du village se trouve un marché aux puces ouvert tous les dimanches de l'année.

### Cultes
Le culte catholique est célébré dans l'église Saint-Mappalice, rattachée au diocèse d'Avignon. Mentionnée pour la première fois en 1137, elle fut entièrement rebâtie en 1419, puis à nouveau restaurée au cours du XXe siècle. Elle a été reconsacrée le 7 novembre 1982. La paroisse catholique fait partie du diocèse d'Avignon, doyenné d'Orange Bollène.

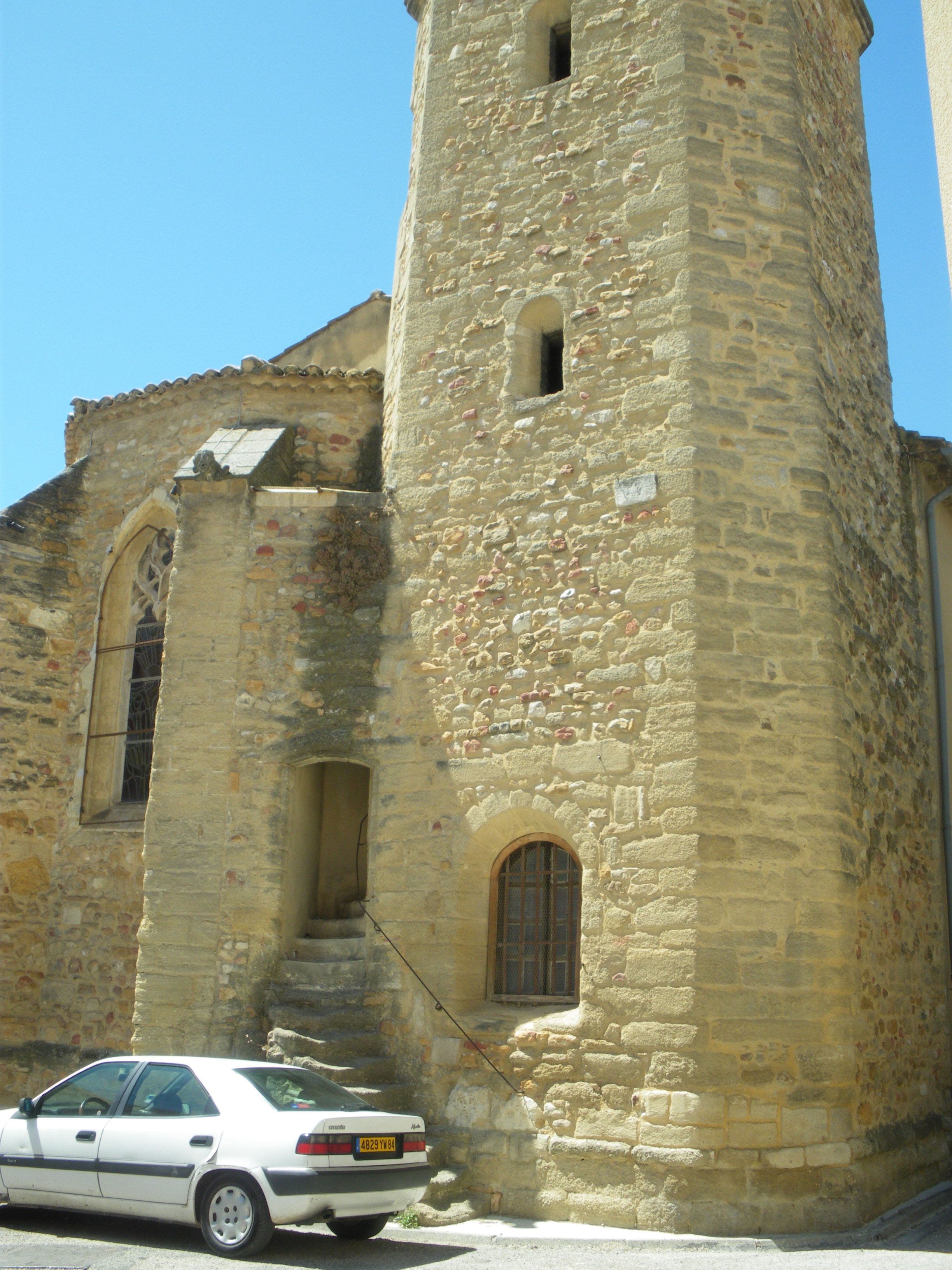
Arrière de l'église Saint-Mappalice.
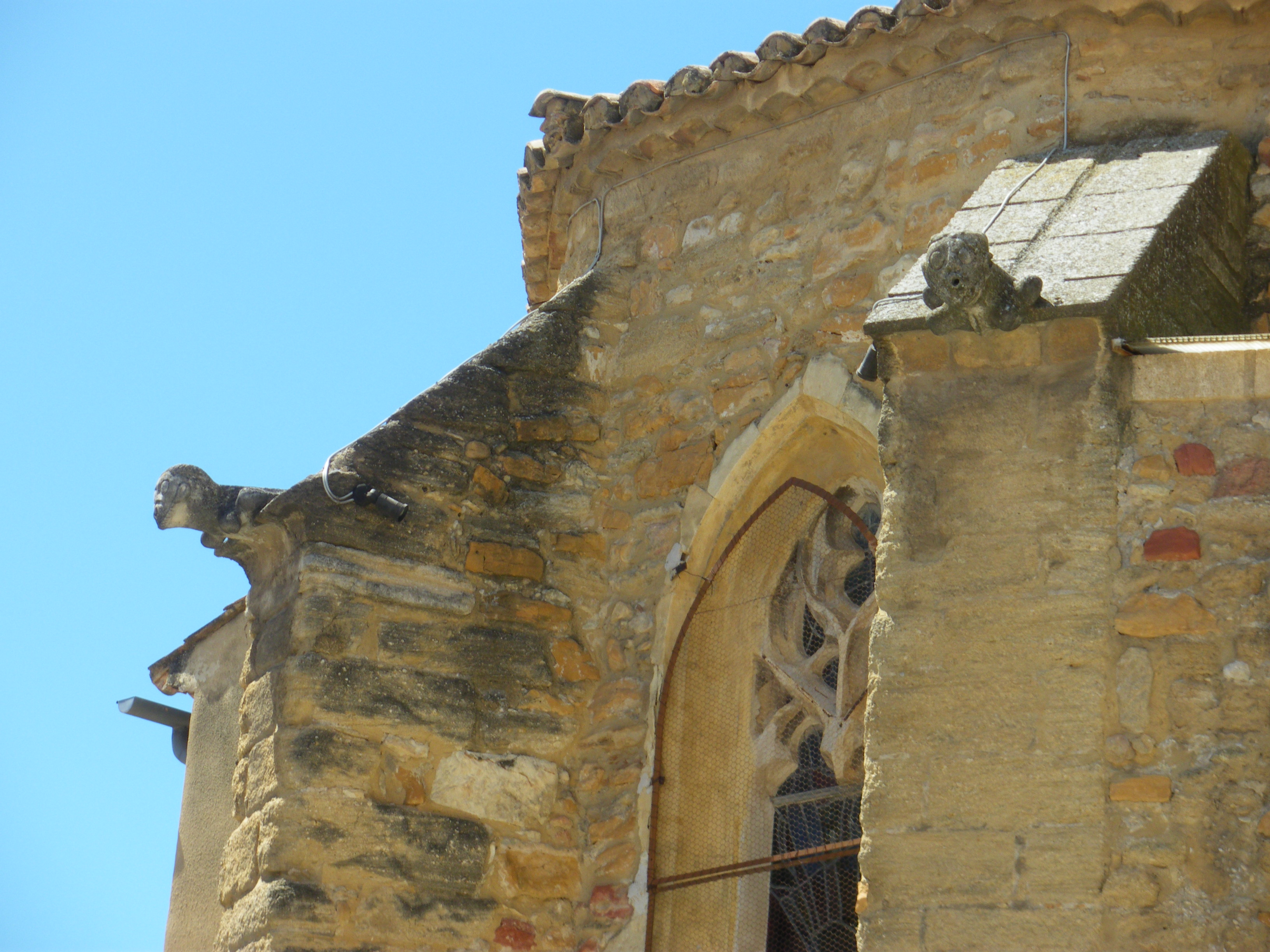
Détails des gargouilles.
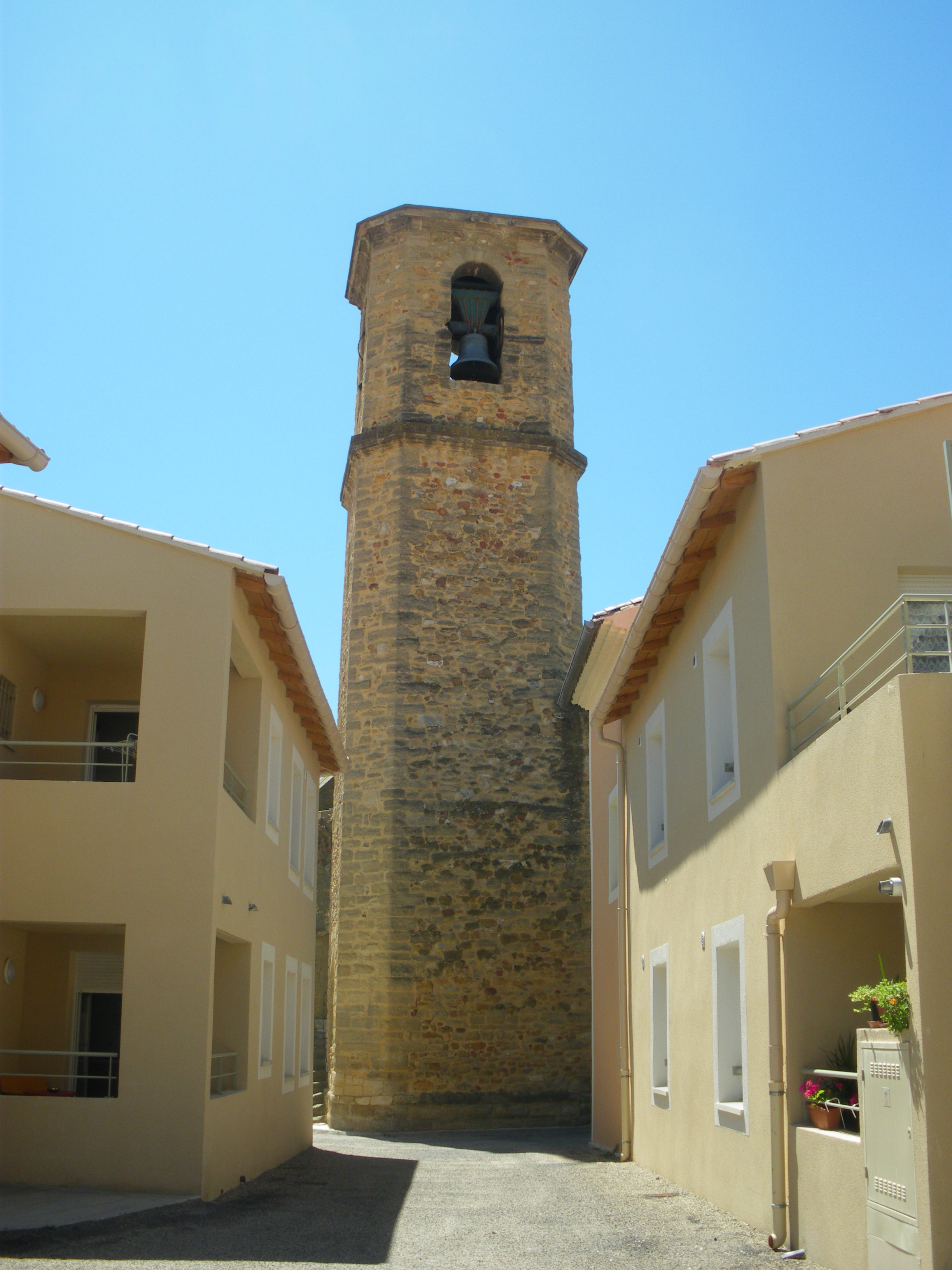
Clocher de l'église.

### Environnement
La Communauté de Communes des Pays Réuni d'Orange a pour compétence la collecte et traitement des déchets des ménages et déchets assimilés et la protection et mise en valeur de l'environnement.
La commune est incluse dans la zone de protection Natura 2000 « l'Ouvèze et le Toulourenc », sous l'égide du Ministère de l'écologie, de la DREAL Provence-Alpes-Côte d’Azur, et du MNHN (Service du Patrimoine Naturel).

## Personnalités liées à la commune
- Jacques Vincens, Marquis de Mauléon de Causans, né à Jonquières en 1751, représentant de la noblesse lors des états généraux, pour la Principauté d'Orange, puis député de Vaucluse.
- Paul de Vincens de Causans (1790-1873), pair de France et conseiller général de Vaucluse.
- Raoul de Billioti (1828-1882), député de Vaucluse.
- Étienne Gibert (pcd), ténor d'opéra né à Jonquières en 1859 et mort à Paris en 1929.

## Héraldique
| Blason de Jonquières | Les armes peuvent se blasonner ainsi : D'azur à la gerbe de jonc d'or, au cornet virolé du même brochant en fasce sur le tout. |